# Star 80
Star 80 è un film del 1983, ultimo film diretto dal regista Bob Fosse.
Il film è basato sulla vita della modella Dorothy Stratten, playmate di Playboy e attrice in ascesa, uccisa all'età di vent'anni dal marito Paul Snider, più grande di nove anni e dal quale si stava separando, che si suicidò poco dopo.

## Trama
Paul Snider è un fotografo canadese, che utilizza il suo mestiere per avvicinarsi a belle ragazze e per promuoverle come ballerine in locali notturni. Egli incontra Dorothy Stratten, la giovane cameriera di una tavola calda, la convince a farsi fotografare e a lanciarla come modella. Malgrado l'opposizione della madre di lei, riesce a portarla a Los Angeles per presentarla ad Hugh Hefner, famoso magnate della rivista Playboy, che l'accoglie nel suo impero facendola diventare una acclamata playmate.
Dorothy e Paul si sposano, lei probabilmente per riconoscenza e lui invece per mantenerne il controllo come suo manager. Successivamente Dorothy viene presentata ad Aram Nicholas, un noto regista che vuole lanciarla come interprete del suo prossimo film. Lentamente Dorothy si allontana da Paul e, durante le riprese del film, lei ed Aram si innamorano. Paul fatica ad accettare di dover cedere la sua bella moglie e grossa fonte di guadagno, ma accetta d'incontrarla per discutere sui termini del divorzio chiesto da Dorothy; sconvolto dalla gelosia però la uccide e si suicida.

## Produzione
Il film è ispirato da un articolo di Teresa Carpenter, Morte di una playmate, pubblicato sulla rivista Village Voice; il titolo del film è invece ripreso dalla targa che Snider fece fare su misura per la propria automobile, poiché fu inizialmente anche manager della Stratten.
Il film fu girato a Vancouver, città costiera della provincia canadese della Columbia Britannica, paese natale della Stratten e di Snider, ed a Los Angeles, California. La scena dell'omicidio/suicidio fu ripresa nella stessa abitazione di Snider, in cui accaddero i fatti raccontati e dove la coppia aveva convissuto al loro arrivo ad Hollywood

## I fatti reali
Dorothy fu assassinata nel 1980, lo stesso in cui lei fu eletta playmate dell'anno, ed in cui recitò nel film ...e tutti risero di Peter Bogdanovich, con cui iniziò una relazione che, oltre ai suggerimenti di altri amici e colleghi che vedevano in Snider una persona pericolosa, la convinse a divorziare definitivamente dal marito.
Nonostante le grandi speranze nutrite da Hugh Hefner per Dorothy, egli non partecipò in alcun modo alla produzione del film sulla sua morte, citando addirittura in giudizio la produzione, poiché contrariato dal fatto che venisse citato, anche nell'articolo della Carpenter, come uno degli artefici del declino che la portò ad essere assassinata. Opinione condivisa nell'articolo anche nei riguardi di Bogdanovich che, per conto suo, scrisse un libro sulla sua storia personale con la giovane, The Killing of the Unicorn: Dorothy Stratten 1960-1980. Nel 1988 Bogdanovich sposò Louise Beatrice Stratten, sorella di Dorothy.

## Accoglienza
Presentato fuori concorso al 34º Festival internazionale del cinema di Berlino, il film ha ricevuto un'accoglienza mista, benché sia stato generalmente riconosciuto come Eric Roberts abbia fornito una performance impressionante interpretando Snider. Infatti Roberts ricevette anche una nomination ai Golden Globe come miglior attore drammatico.
Gene Siskel ha inserito il film nella sua top ten dei migliori film del 1983, tenendo conto che il film è stato molto sgradevole da guardare. Roger Ebert diede al film quattro stelle su quattro.

## Incassi
Il film, uscito in 16 sale, ottenne 233.312 dollari nel weekend di apertura. Alla fine il film incassò un totale di 647.299 dollari a livello nazionale, venendo proiettato in 502 sale.